# 1764 en arts plastiques
| Années des arts plastiques : 1761 - 1762 - 1763 - 1764 - 1765 - 1766 - 1767    |
| Décennies des arts plastiques : 1730 - 1740 - 1750 - 1760 - 1770 - 1780 - 1790 |

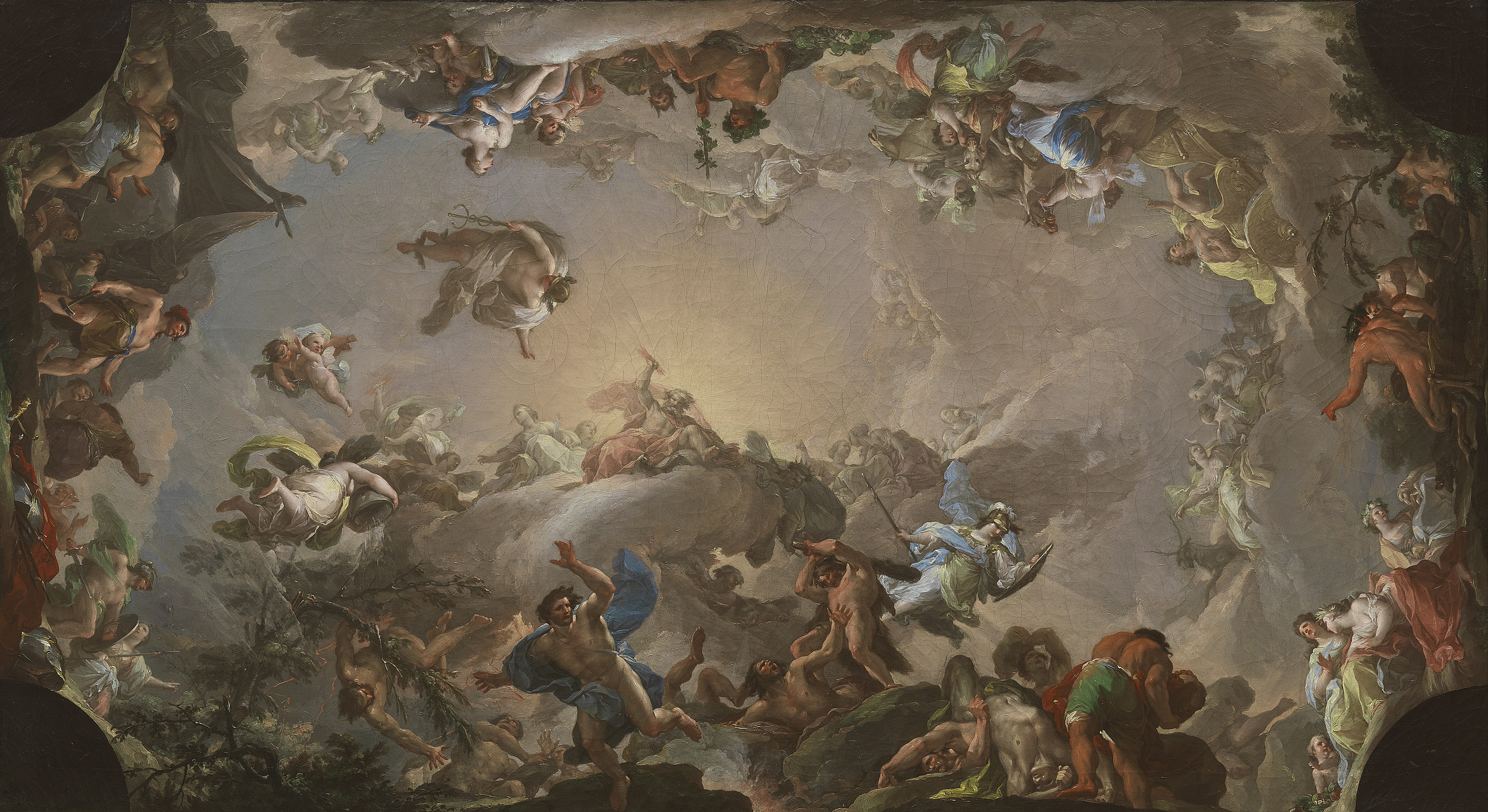
La chute des géants, plafond de Francisco Bayeu.

Cette page concerne l'année 1764 en arts plastiques.

## Œuvres
- Madame de Pompadour à son métier à broder par François-Hubert Drouais.

## Naissances
- 13 avril : Giacomo Guardi, peintre vénitien († 3 novembre 1835),
- 30 avril : Luigi Ademollo, peintre italien († 11 février 1849),
- 11 mai : Grigori Ougrioumov, peintre russe († 20 mars 1823),
- 17 juin : Jean François Bosio, peintre, dessinateur et graveur français († 6 juillet 1827),
- 18 juin : Jean-Jérôme Baugean, peintre et graveur français († 1819),
- 9 juillet : Louis-Pierre Baltard, architecte, graveur et peintre français († 2 janvier 1846),
- 12 juillet : Charles Thévenin, peintre  néoclassique français († 28 février 1838),
- 1er août : Jean-Pierre Simon, graveur franco-britannique († 1810 ou 1813),
- 18 septembre : Mauro Gandolfi, peintre et graveur italien († 4 janvier 1834),
- 7 décembre : Pierre Prévost, peintre français († 9 janvier 1823),
- ? :
  - Kitao Masayoshi,  peintre et dessinateur japonais spécialiste de l’Ukiyo-e († 21 avril 1824),
  - Francesco Novelli, illustrateur, graveur et peintre italien († 1836),
  - Antonio Vighi, peintre italien  († 1844).

## Décès
- 8 août : Jean-Joseph Balechou, graveur français (° 11 juillet 1715),
- 1er septembre : Sebastiano Conca, peintre italien de l'école napolitaine (° 8 janvier 1680),
- 26 octobre : William Hogarth, peintre et graveur anglais (° 10 novembre 1697),
- ? :
  - Marco Benefial, peintre néoclassique italien (° 1684),
  - Jin Nong, peintre chinois (° 1687).